# Іл-76
Іл-76 (за кодифікуванням НАТО: Candid — «Відвертий») — радянський важкий військово-транспортний літак, розроблений ОКБ Іллюшина.

## Опис і льотно-технічні характеристики
| Характеристики             | Дані                            | Дані |
| -------------------------- | ------------------------------- | ---- |
| Назва НАТО                 | англ. Candid                    |      |
| Екіпаж                     | 6—7 чол.                        |      |
| Розмах крила               | 50,5 м                          |      |
| Довжина                    | 46,59 м                         |      |
| Висота літака              | 14,76 м                         |      |
| Площа крила                | 300 м²                          |      |
| Маса, кг                   |                                 |      |
| порожнього літака          | 40—60 т                         |      |
| максимальна злітна         | 157—210 т                       |      |
| Тип двигуна                | 4 х Д-30кп                      |      |
| Максимальна тяга           | 4 х 12000 кгс                   |      |
| Максимальна швидкість      | 900 км/год                      |      |
| Крейсерська швидкість      | 750—800 км/год                  |      |
| Практична дальність        | 4200 км                         |      |
| Практична стеля            | 13000 м                         |      |
| Запас палива               | 109,5 т                         |      |
| Витрата палива             | ~8 т/год                        |      |
| Орієнтовна вартість літака | 27 млн $ US                     |      |
| Озброєння                  | 2х23-мм автомат. гармати ГШ-23Л |      |

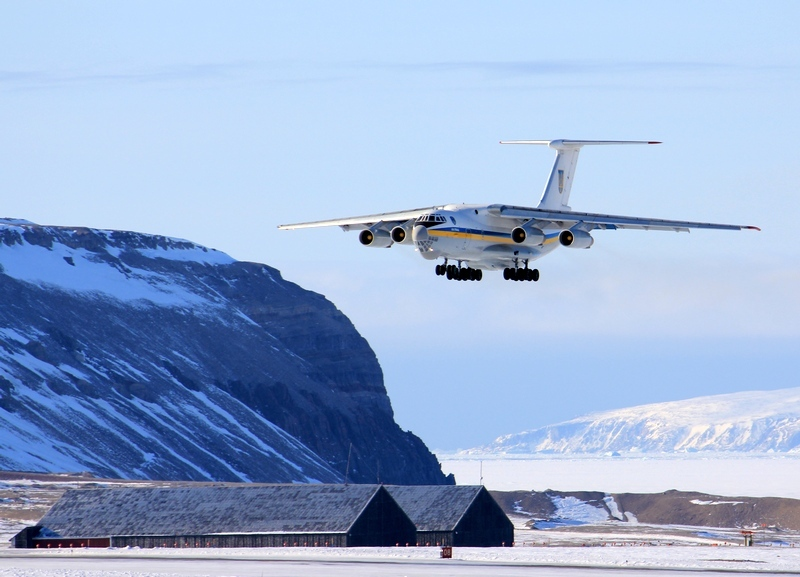
Під час спільної операції «Північний сокіл». Гренландія.

Військово-транспортний літак Іл-76 призначений для транспортування і десантування особового складу, техніки і вантажів різного призначення. Є першим в історії СРСР військово-транспортним літаком з турбореактивними двигунами.
Літак призначений для експлуатації з бетонних та ґрунтових аеродромів із характеристиками міцності не нижче 0,6 Мпа і здатний доставляти вантажі максимальною масою 28—60 тонн на відстань 3600—4200 км з крейсерською швидкістю 750—800 км/год (максимальна маса вантажу, що перевозиться, і дальність польоту залежить від модифікації).
Всі кабіни Іл-76 загерметизовані, що дає можливість перевозити 167 (245 — в двопалубному варіанті) солдатів з особистою зброєю або забезпечити викидання 126 чоловік десантної групи. Літак може транспортувати всю номенклатуру бойової техніки повітрянодесантних підрозділів і велику частину техніки мотострілецьких дивізій.
Вантажна кабіна 24,5 м завдовжки (з яких 4,5 м рампа), 3,45 м завширшки і 3,4 м у висоту. Літак здатний брати на борт до 109 500 літрів палива і долати відстань до 6700 км із середньою витратою пального 9 т на годину. Довжина розгону на зльоті становить 1700 м (1500 м на практиці) — 1800 м (2000 м при повному навантаженні і температурі повітря від +25 °C) метрів, а пробіг при посадці 930—1000 м.
Випробування літак проходив у гарнізоні Кречевіци (Великий Новгород) і там же вперше встав на озброєння ВПС СРСР.

## Історія створення
Роботи зі створення першого радянського реактивного військово-транспортного літака почалися в 1967 році. Перший політ дослідного Іл-76 відбувся 25 березня 1971 року. У 1974 завершилися державні випробування й Іл-76 був прийнятий на озброєння ВПС 21 квітня 1976 року.
Істотно, у порівнянні з турбогвинтовими літаками, розширився діапазон швидкостей польоту — з 260 до 825 км/год. Це дозволило скоротити терміни виконання завдань, підняти можливості подолання систем ППО противника, а також поліпшити умови десантування особового складу і бойової техніки.
Нарівні з основними льотно-технічними характеристиками нової авіаційної техніки істотно зросли якість і можливості радіозв'язкового, навігаційного, пілотажного, десантно-транспортного обладнання та озброєння літака. ПНПК-76 дозволив здійснити автоматичний політ за маршрутом, вихід в точку десантування, прицілювання, десантування і захід на посадку в автоматичному або директорному режимі. Обладнання літака дозволило повністю автоматизувати політ в бойових порядках.
Розроблений для Іл-76 комплекс бортового десантно-транспортного обладнання не лише значно розширив номенклатуру вантажів, що перевозилися, у тому числі довгомірної і великогабаритної техніки і стандартних сухопутно-морських контейнерів міжнародного зразка, але і забезпечив їх швидку завантаження-розвантаження без застосування спеціального наземного обладнання. Все це якісно підвищило ефективність транспортних перевезень на Іл-76, особливо при експлуатації літака на необладнаних аеродромах у віддалених районах країни.

## Конструкція

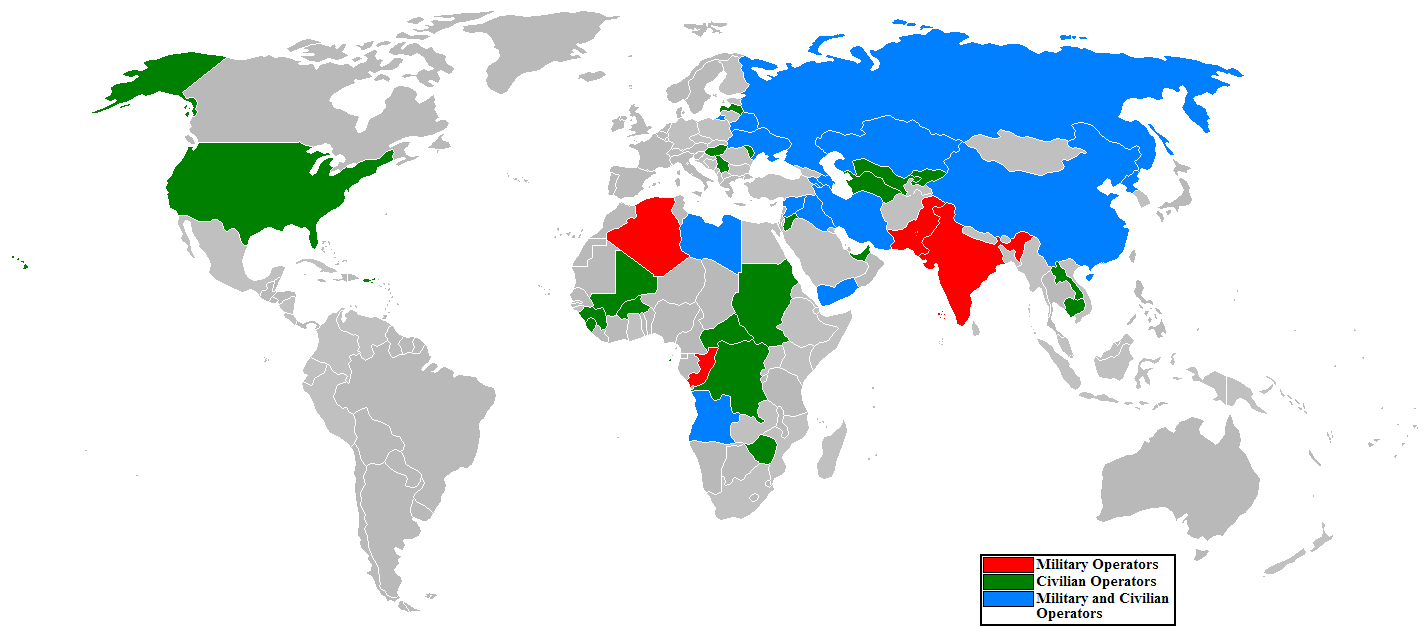
Країни, що використовують Іл-76 (червоним — військові літаки, зелений — лише цивільні, блакитний — військові та цивільні літаки)

Літак побудований за традиційною для важких транспортних літаків схемою однофюзеляжного високоплану із стрілоподібним крилом і однокильовим оперенням. Круглий в перетині фюзеляж розділений на декілька герметичних кабін: кабіна пілотів (у верху носової частини фюзеляжу), кабіна штурмана (під кабіною пілотів), вантажна кабіна і кабіна стрільця кормової гарматної установки.
Десантування особового складу можливе в чотири потоки (два через вантажний люк). Підлога вантажної кабіни обладнана рольганговими доріжками, що дає можливість завантаження, розвантаження та десантування несамохідних моновантажів.
Рухова система представлена чотирма турбореактивними двигунами на пілонах під крилом. На перших серійних модифікаціях встановлювалися двигуни Д-30КП тягою 12000 кгс. Ці двигуни дають змогу летіти в діапазоні швидкостей 260—850 км/год, що, з одного боку, забезпечує зручні умови повітряного десантування, а з другого боку, високу швидкість крейсерського польоту. У останніх модифікаціях літаків двигуни Д-30КП замінені на ПС-90А-76 тягою 16 000 кгс.

## Застосування
Модифікації Іл-76 є основними літаками військово-транспортної авіації Росії і України. Також перебувають на озброєнні ВПС країн СНД, Алжиру, Індії, Йорданії, Ірану, Іраку, Китаю, Лівії, Північної Кореї і Сирії.
Літаки Іл-76 брали активну участь у війні в Афганістані й показали там свою високу ефективність. За час бойових дій було втрачено дві машини.
Численні комерційні компанії у всьому світі використовують цивільні модифікації Іл-76 для здійснення транспортних перевезень.
Іл-76 використовуються в Російсько-Українській війні. 30 серпня 2023 року, внаслідок атаки українських дронів, на псковському аеродромі було знищено 4 військово-транспортні літаки і ще кілька було пошкоджено.

## Модифікації

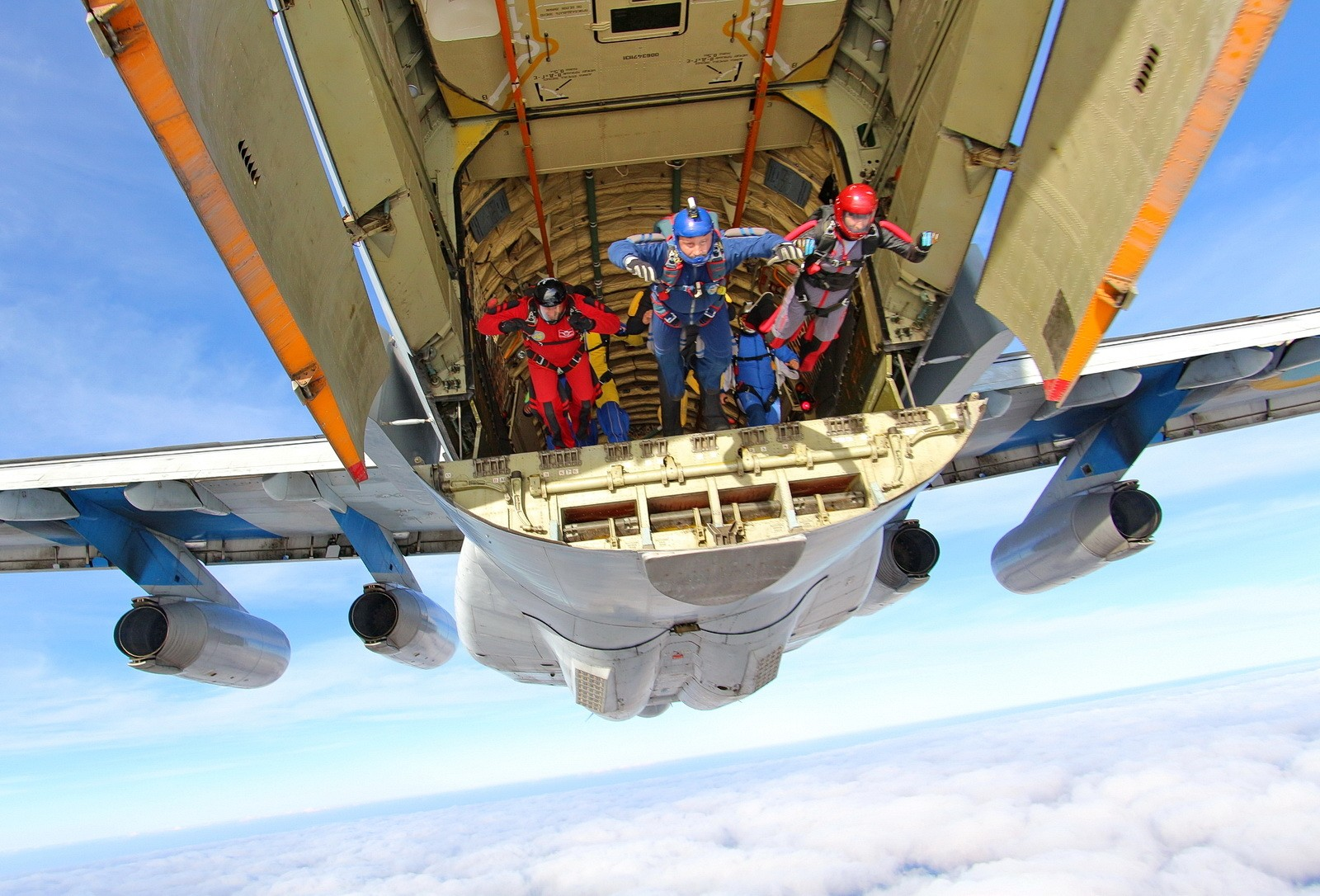
Десантування з літака Іл-76

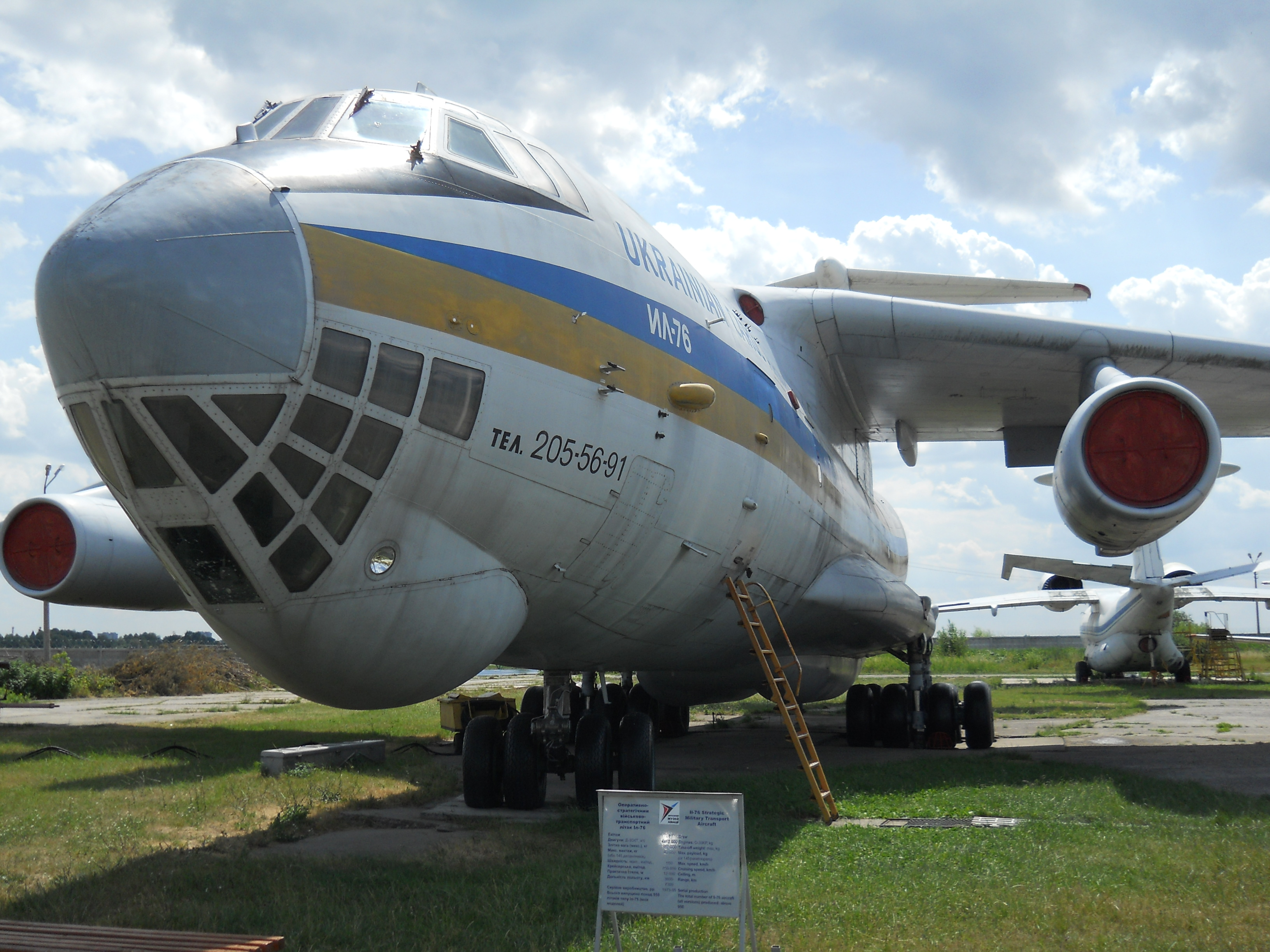
Іл-76 в Державному музеї авіації, Київ

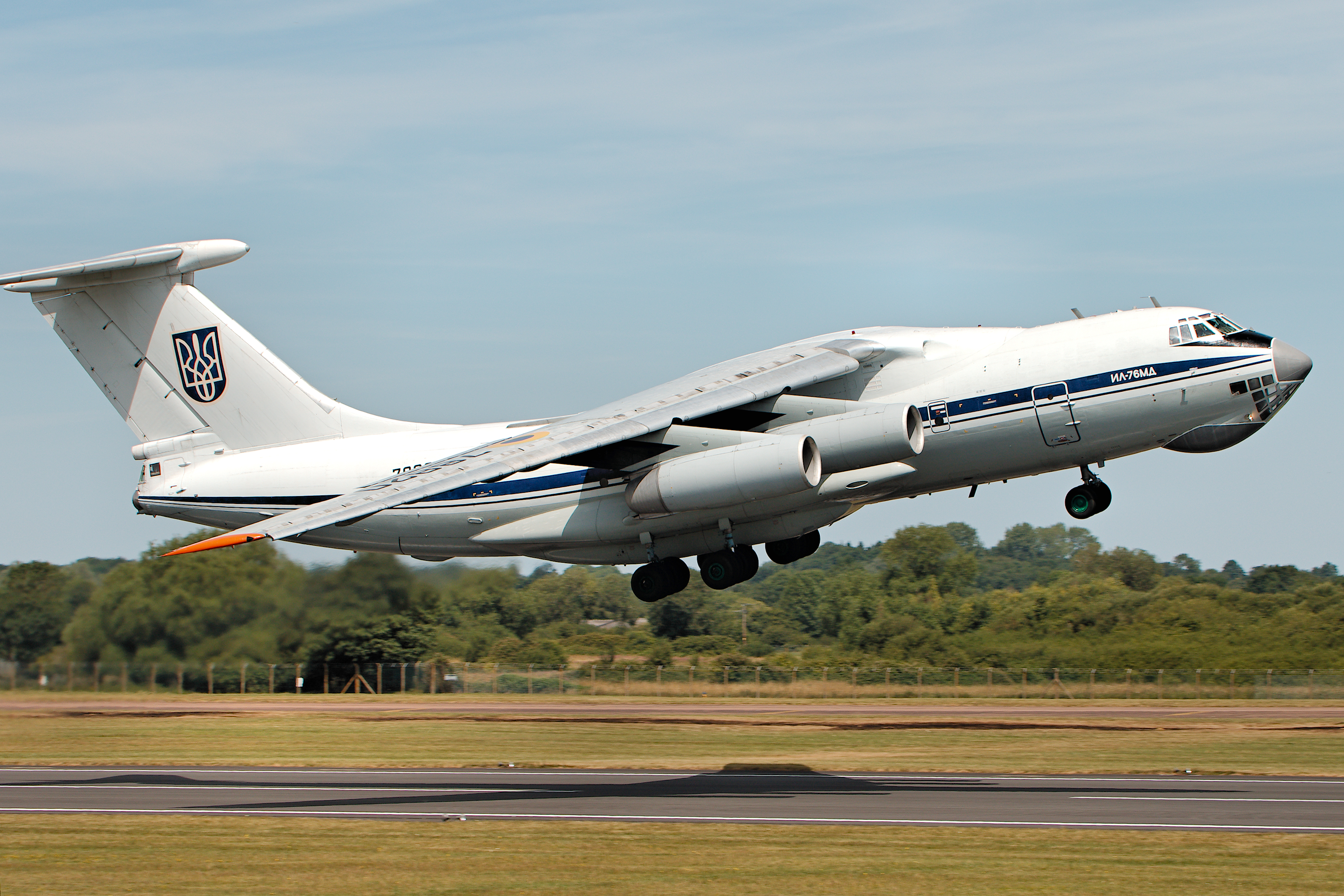
Зліт літака Іл-76

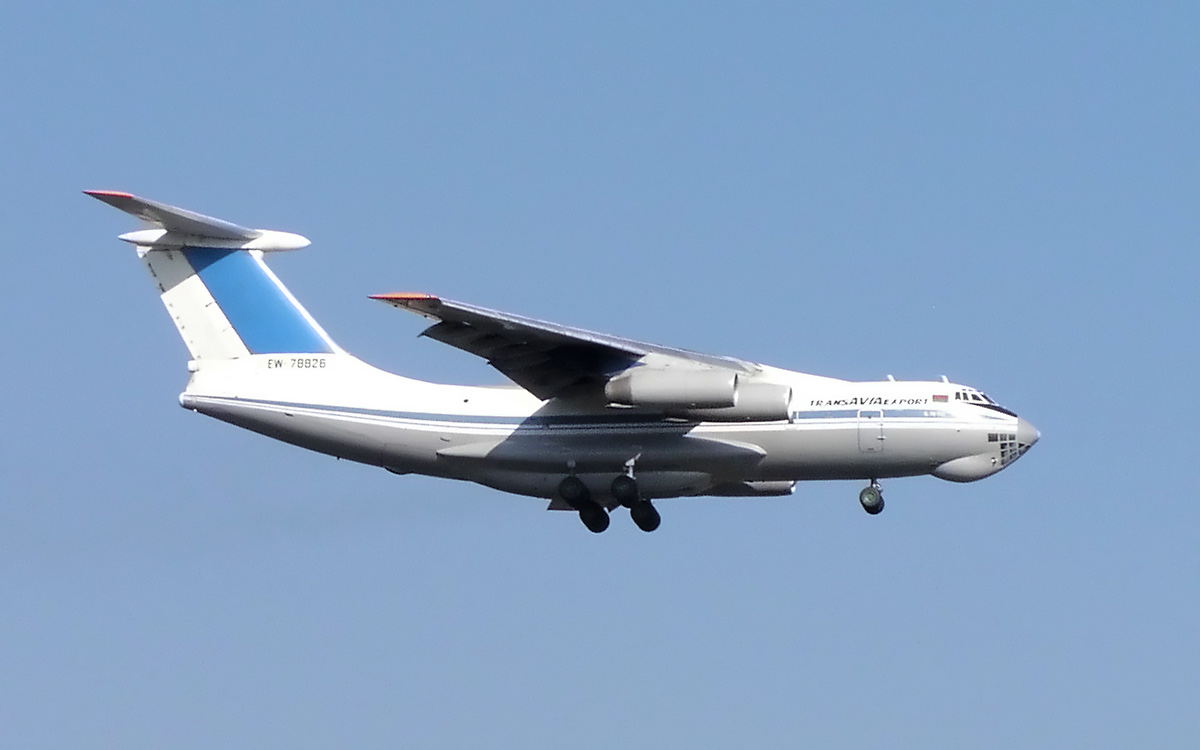
Іл-76 над Франкфуртом, Німеччина

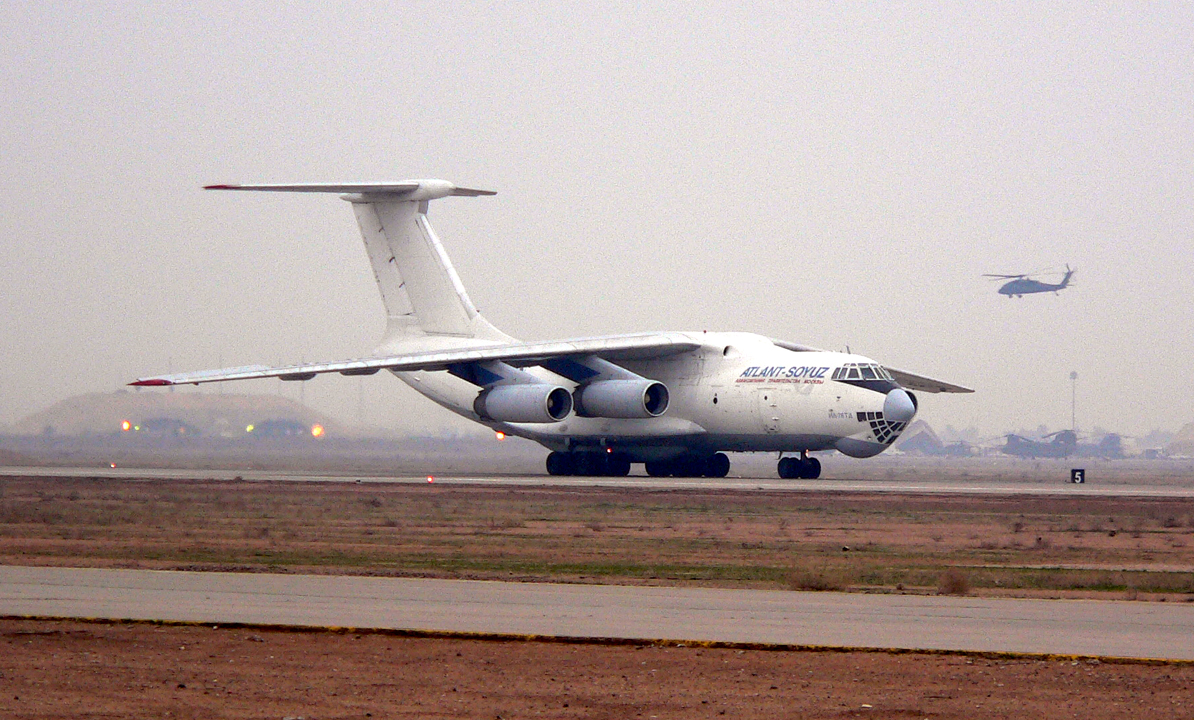
Посадка літака Іл-76 на авіабазу Балад, Ірак. 2005

- Іл-76 (англ. Candid за класифікацією НАТО), перша серійна модифікація. Перший політ прототипу — 25 березня 1971 під командуванням Е. І. Кузнєцова. Перший політ серійної машини 5 травня 1973.
- Іл-76М (модифікований), з посиленим фюзеляжем. Вантажопідйомність підвищена до 42 тонн. Перший політ 24 березня 1978.
- Іл-76Т (транспортний, англ. Candid-А за класифікацією НАТО) — цивільна модифікація Іл-76М. На літаку демонтована кормова гарматна установка, автомат викиду дипольних відбивачів, десантне обладнання та електронні пристрої військового призначення. Перший політ 4 листопада 1978.
- Іл-76МД (модифікований дальній, англ. Candid-B за класифікацією НАТО) — модифікована версія Іл-76М. Посилена конструкція планера і шасі. Вантажопідйомність підвищена до 48 тонн. Максимальна злітна маса збільшена до 190 тонн. Дальність польоту із навантаженням в 40 тонн збільшена до 4200 км. Для підвищення злітно-посадочних характеристик на ґрунтових аеродромах візки основного шасі розташовані упоперек корпусу. Час автономної експлуатації збільшений до двох місяців. Забезпечена можливість установки чотирьох додаткових пілонів для підвішування авіабомб і радіомаяків. Перший політ 6 березня 1981 р.
- А-50 (англ. Mainstay за класифікацією НАТО) — Літак дальнього радіолокаційного виявлення і управління (ДРЛВ). Перший політ 1978 р.
- Іл-76К — Літак для тренування космонавтів в умовах імітації невагомості. Побудований в єдиному екземплярі. Перший політ 2 серпня 1981 р.
- Іл-76ТД (транспортний дальній) — модернізація з метою збільшення маси комерційного вантажу і дальності польоту. Зроблено посилення конструкції фюзеляжу, шасі і крил. Демонтовано обладнання військового призначення. Максимальна маса корисного вантажу склала 50 тонн, максимальна злітна маса 190 тонн, максимальна посадочна — 150 тонн, маса пустого — 90 тонн. Дальність польоту з максимальним завантаженням 3600 км. Ресурс — 20 років, 10 000 польотів[2]. Перший політ 5 травня 1982 р.
- Іл-78 (англ. Midas за класифікацією НАТО) — Літак-заправник на базі Іл-76МД. Перший політ 26 червня 1983 р.
- Іл-76МД «Скальпель» — Версія Іл-76МД, переобладнана в літак-госпіталь. На борту знаходяться три медичні модулі, що виконують функції передопераційної, операційної палат та палати інтенсивної терапії. Перший політ 23 липня 1983 р.
- Іл-76ПС (пошуково-рятувальний). Перший політ 18 грудня 1984 р.
- Іл-76ТД «Антарктида» — Модифікований варіант літака Іл-76ТД. Перший політ 17 листопада 1985 р.
- Іл-78М — (Іл-78 модифікований). Перший політ 7 березня 1987 р.
- Іл-76ПП (постановник перешкод) — Модифікований варіант літака Іл-76МД. Створений в єдиному екземплярі. Перший політ 29 квітня 1987 р.
- Іл-76МДК — Модифікований варіант літака Іл-76К. Перший політ 6 серпня 1988 р.
- Іл-76П — Літак для гасіння пожеж. Здатний брати на борт 32 т вогнегасильної рідини. Перший політ 22 вересня 1989 р.
- Іл-76ЛЛ (лабораторія, що літає) — Літак для іспитів та випробування авіаційних двигунів. Перший політ в 1991 р. На літаку змінена конфігурація електронного устаткування і радіолокаційних станцій. Для проведення випробування досліджуваний двигун підвішується на пілон замість одного зі штатних.
- Іл-76МД пожежний варіант — Модифікований варіант літаку Іл-76МД для гасіння пожеж. Здатний брати на борт 42 тонни вогнегасильної рідини. Перший політ 28 січня 1993 року.
- Іл-76МФ — модифікація літаку Іл-76МД. В порівнянні з базовою моделлю довжина фюзеляжу збільшена на 6,6 метра завдяки вставці додаткових секцій по 3,3 метра за і перед крилом. Таким чином, довжина вантажної підлоги у Іл-76МФ склала 31,14 м в порівнянні з 24,5 м у Іл-76МД. Дальність польоту Іл-76МФ з навантаженням 40 тонн становить 5800 км в порівнянні з 4700 км в Іл-76МД. Вантажопідйомність збільшена до 60 тонн. Максимальна злітна маса збільшена до 210 тонн. Перший політ здійснений 1 серпня 1995. Державні спільні випробування планується завершити в 2009 році, а з 2010 року — поставляти ВПС Росії. Перший серійний літак має бути побудований в 2010 році на авіабудівному заводі «АВІАСТАР-СП»[3].
- Іл-76ТФ. В наш час[коли?] створюється цивільна модифікація Іл-76МФ з більш економічними двигунами ПС-90А-76. На ньому планується зменшення екіпажу до 3-4 чоловік.
- Adnan — серія з 3 літаків, збудована для Ірану в 1988 р.

Загалом побудовано понад 900 літаків для різних країн, у тому числі для Індії, Іраку, Ірану, Сирії і Лівії.

### Іл-76МД-90А
Іл-76МД-90А (Виріб-476) — глибока модифікація літака Іл-76. Його будує Ульянівський завод «Авіастар-СП», що входить до складу ОАК.
Розпорядження Уряду Росії про розробку та організацію випуску модернізованої версії Іл-76 в Ульяновську було прийнято 20 грудня 2006 р. З 1972 р. літаки Іл-76 будувалися серійно в Узбекистані, на Ташкентському авіаційному виробничому об'єднанні ім. В. П. Чкалова (ТАВОіЧ), де за чотири десятиліття було виготовлено в загальній кількості майже 900 таких машин.
Безпосереднім приводом для перенесення виробництва Іл-76 в Росію стали проблеми з реалізацією укладеного у вересні 2005 р. «Рособоронекспортом» великого контракту на постачання 38 літаків Іл-76МД (включаючи декілька літаків-заправників) в КНР. Виявилося, що фактичний стан ТАВОіЧ на той час і запропоновані фінансові умови, не дозволяли виконати операцію. Крім того, стало очевидним, що в наступні роки, крім можливих нових комерційних контрактів, виникне серйозна потреба в літаках типу Іл-76 і зі сторони російських операторів, в першу чергу — Міністерства оборони. Для уникнення залежності від заводу, що знаходився хоч і в дружній, але все ж іншій державі, зваживши всі «за» і «проти», було вирішено організувати серійне виробництво Іл-76 в Росії, на ульяновському заводі «Авіастар».
При цьому літак, розроблений майже 40 років тому, належало суттєво модернізувати, а всю конструкторсько-технологічну документацію перевести в цифровий вигляд — по суті випустити її по-новій, у вигляді тривимірних цифрових моделей.

#### Особливості модернізації
До основних заходів з модернізації Іл-76 віднесли заміну двигунів на більш потужні і економічні ПС-90А-76 пермського виробництва (вони були вже випробувані до того часу на експериментальних Іл-76МФ і Іл-76МД-90) та суттєве оновлення комплексу бортового обладнання, в тому числі реалізацію «скляної» кабіни екіпажу. Попутно внесли ряд серйозних конструктивно-технологічних удосконалень. Наприклад, при збереженні профілю і зовнішніх обводів крила ввели нову його конструктивно-силову схему: консоль крила стала нероз'ємною за розмахом, що виготовляється з використанням довгомірних панелей з приклепаними стрингерами (раніше стрингери фрезерувати разом з панелями), а число лонжеронів скоротилося з трьох до двох. Це дозволило забезпечити істотне зниження маси конструкції і отримати виграш у технологічності.
Завдяки застосуванню нового крила і посиленого шасі максимальна злітна маса літака, в порівнянні з раніше випускався на ТАВОіЧ серійним Іл-76МД. була підвищена з 190 до 210 тонн, а максимальне корисне навантаження — з 47 до 60 тонн. Завдяки кращій на 12 % паливній економічності двигунів ПС-90А-76 дальність польоту зросла з 4000 км до 5000 км (з вантажем 52 тонни). Велика тяга двигунів дозволила також поліпшити злітно-посадочні характеристики: довжина розбігу з максимальною злітною масою скоротилася з 1750 до 1600 м.
Для підвищення експлуатаційних якостей допоміжна силова установка ТА-6А була замінена на більш сучасну ТЛ-12А.
Аналоговий пілотажно-навігапіонний комплекс «Купол-І» поступився місцем цифровому — «Купол-111-76М (А)», а аналогова система автоматичного управління САУ-1Т-2Б була замінена цифровою САУ-76, яка забезпечує захід на посадку по II категорії ІКАО та навігацію за правилами RNP і RVSM.
Замість традиційних електромеханічних приладів у кабіні екіпажу тепер застосовується комплексна система електронної індикації і сигналізації (КСЕІС), що включає вісім кольорових многофункціональних рідкокристалічних індикаторів. З'явилася на борту і сучасна супутникова навігаційна система БПСН 2.
Модернізований літак отримав назву Іл-76МД-90А і індекс «476» Тому його іноді називають Іл-476, хоча це позначення не є офіційним
Перший екземпляр був побудований в грудні 2011 року, перший політ відбувся 22 вересня 2012 року.
Міністерство оборони РФ планує в рамках державної програми озброєнь на період до 2020 року придбати кілька десятків літаків Іл-476 у варіантах паливозаправника і військово-транспортного літака.
5 жовтня 2012 р. був підписаний контракт на 39 одиниць 2020 року з поставкою першого літака в 2014 році. Вартість одного літака становить 3.5 млрд руб.
- А-100 Премьер — Літак ДРЛС на базі Іл-476.

## Аварії та катастрофи
За даними на 24 червня 2022 року в авіаційних катастрофах, інцидентах та інших подіях постраждало 96 літаків типу Іл-76.
- 11 грудня 1988 року, під Ленінаканом розбився літак Іл-76МД ВПС СРСР. Літак врізався в гору через помилку екіпажу — покажчик висоти був неправильно відрегульований. Загинули 9 членів екіпажу і 68 військових, покликаних із запасу для ліквідації наслідків землетрусу у Вірменії 7 грудня 1988 року[7].
- 10 серпня 1989 року, під Кречевіцами розбився літак Іл-76МД ВПС СРСР. Загинули 7 членів екіпажу.
- 18 жовтня 1989 року, відразу після зльоту з одного з аеродромів Баку в літака Іл-76МД спалахнув двигун. У результаті було частково зруйновано крило, літак втратив управління і впав у Каспійське море. Як з'ясувала комісія, причиною стала конструкційна недоробка двигуна. Загинули 7 членів екіпажа і 50 військовослужбовців ПДВ[8].
- 20 жовтня 1989 року, при підльоті до Ленінакану, за декілька кілометрів від аеродрому призначення розбився Іл-76ТД. Літак врізався в гору через помилку екіпажу, що неправильно відрегулював показник висоти. Загинули 10 членів екіпажу і 15 супроводжуючих[9].
- 1 лютого 1990 року літак Іл-76МД ВПС СРСР розбився на території Литовської РСР. Загинули 8 членів екіпажу[10].
- 27 березня 1990 року, за 4 кілометри від злітно-посадочної смуги в Кабулі, розбився Іл-76МД радянських ВПС. При падінні літак вибухнув, загинули 11 членів екіпажа, причину катастрофи встановити не вдалося[11].
- 24 травня 1991 року, в Ірані розбився болгарський літак радянського виробництва Іл-76ТД. Причиною катастрофи стало повне вироблення палива двигунами літака. Літак не дотягнув до ЗПС близько 10 кілометрів. Загинули 4 людини. Всього на борту знаходилися 8 членів екіпажа і двоє супроводжуючих[12].
- 8 липня 1993 року, літак Іл-76МД ВПС Росії вибухнув в повітрі, не долетівши до військового аеропорту в Пскові всього декілька кілометрів. Вибух стався в результаті пожежі в хвостовій частині літака. Загинули 11 чоловік — сім членів екіпажу, інструктор і троє курсантів[13].
- 5 квітня 1996 року, при підльоті до аеропорту Елізово на Камчатці, літак Іл-76ТД авіакомпанії «Красноярские авиалинии» врізався в гору. Причиною катастрофи стала помилка штурмана. Загинули 9 членів екіпажу та 11 пасажирів[14].
- 6 червня 1996 року, в Заїрі (нині Демократична Республіка Конго), в аеропорту Кіншаси потерпів катастрофу літак Іл-76 української авіакомпанії «Хасеба». Всі 10 членів екіпажу загинули. Причинами катастрофи були названі знос машини і погана видимість[15].
- 19 серпня 1996 року, в белградському аеропорту Сурчин при заході на аварійну посадку розбився російський транспортний літак Іл-76М. Через 15 хвилин після зльоту зв'язок між літаком і диспетчерами був втрачений. Командир екіпажу вирішив повернутися у Сурчин, але посадити літак вночі без радіозв'язку було неможливо. Літак більше трьох годин обертався над Сурчином, щоб позбутися зайвого палива і провести посадку, як тільки посвітліє. Під час посадки шасі випустити не вдалося, і літак впав недалеко від резервної ґрунтової смуги в кукурудзяне поле в трьох кілометрах від аеропорту. Удар був настільки сильний, що уламки фюзеляжу пішли під землю на велику глибину. Катастрофа сталася через те, що на борту літака відмовило все електроустаткування. Загинули 12 чоловік — 10 членів російського екіпажу і двоє громадян Югославії[16].
- 12 листопада 1996 року, поблизу Делі зіткнулися казахський Іл-76ТД і саудівський Boeing-747. Катастрофа сталася в процесі зниження літака в темний час доби. Загинуло 312 людей[17].
- 27 листопада 1996 року, транспортний літак військово-повітряних сил Міноборони РФ Іл-76 розбився в аеропорту Абакана. На його борту знаходилися 10 членів екіпажу, 13 пасажирів, у тому числі дві жінки і двоє дітей. Машина перевозила 30 т комерційного вантажу. Літак летів маршрутом Раменське — Петропавловськ-Камчатський. В Абакані літак повинен був дозаправитися. Літак впав за 16 км від аеродрому і спалахнув. Причиною трагедії стала перевантаженість літака. Загинули 23 людини[18].
- 13 липня 1998 року, відразу після зльоту з аеропорту Рас-Ель-Хайма (ОАЕ) потерпів аварію літак Іл-76, що належав Міноборони України і перебував в оренді в українській авіакомпанії. Загинули 8 членів екіпажу літака, військовослужбовців Збройних Сил України[19].
- 26 липня 1999 року, о 13:46, вантажний літак Іл-76 потерпів аварію під Іркутськом. Не набравши необхідну висоту, літак вагою 170 т зніс радіомаяк, прожектор, будку метеорологічної служби аеропорту і, проборознивши по землі близько 500 м, зупинився. Літак на землі розвернуло під кутом 90 градусів до направлення зльоту. Літак, що належав російській авіакомпанії «Эльф-Эйр», виконував чартерний рейс з Китаю до Москви. Ніхто не загинув[20].
- 14 липня 2001 року, в Підмосков'ї впав Іл-76 ТД. Літак виконував чартерний рейс до Норильська з вантажем будматеріалів і парфумерії і впав через дві хвилини після зльоту. Загасити пожежу вдалося лише через дві години, всі 10 осіб, які були присутні на борту (8 членів екіпажа і 2 пасажири), загинули. Причиною катастрофи був названий людський фактор — екіпаж не виконав необхідні інструкції перед зльотом. Іншою можливою причиною став крайній знос одного з двигунів[21].
- 2 грудня 2001 року, військово-транспортний літак Іл-76 розбився над Охотським районом Хабаровського краю. Літак летів з Братська в Анадир, доставляв вантаж для ФПС Росії. Загинули 6 членів екіпажу і 10 пасажирів-військовослужбовців. Причина падіння літака — сильна пожежа на борту[22].
- 31 січня 2003 року, в Східному Тиморі зазнав катастрофи російський літак Іл-76. На борту літака знаходилися 6 членів екіпажу — російські громадяни. Всі вони загинули. Катастрофа сталася в горах недалеко від столичного аеропорту в Ділі. Перед катастрофою Іл-76 зробив три заходи на посадку в умовах крайньої поганої видимості. Під час четвертої спроби літак не потрапив на ЗПС та через декілька секунд з вибухом звалився в джунглі приблизно за 4 км від аеропорту Баукау[23].
- 18 лютого 2003 року, в Ірані за 35 км від міста Керман потерпів катастрофу літак Іл-76. В результаті катастрофи загинуло 275 людей, у тому числі високопоставлені іранські чиновники[24].
- 14 червня 2014 року, російські терористи підбили військово-транспортний літак Іл-76 Повітряних сил Збройних сил України, який заходив на посадку в аеропорту Луганськ[25]. 49 осіб (9 членів екіпажу та 40 десантників 25-ї окремої Дніпропетровської бригади), які були на борту збитого літака, загинули[26][27].
- 11 квітня 2018 року, неподалік столиці Алжиру впав військовий Іл-76. 257 осіб, які були на борту, загинули[28].
- 24 червня 2022 року, в м. Рязані (РФ) під час зльоту зазнав катастрофи російський військово-транспортний літак Іл-76МД, який летів з Оренбургу до Бєлгороду та приземлився на дозаправлення в Рязані. На борту перебували дев'ять осіб, четверо з яких — загинули (в тому числі і командир), пятеро — в тяжкому стані доправлені до лікарні[29]. Офіційною причиною названо пожежу двигуна[30].
- 2 березня 2023 року, на авіаційному заводі в м. Ульяновську (РФ), під час проведення планових випробувань вибухнув військово-транспортний літак Іл-76МД-90А. Інцидент стався в ангарі під час тестування стисненим повітрям нової системи герметизації вантажного відсіку літака. В результаті вибуху один робітник підприємства загинув, а ще шестеро дістали поранення різної тяжкості[31].
- 30 серпня 2023 року, під час атаки БПЛА на аеродром «Крести» у Пскові, були пошкоджені щонайменше 4 літаки Іл-76[32][33][34][35][36][37].
- 23 вересня 2023 року, транспортний літак Іл-76, який імовірно належав білоруській вантажній авіакомпанії Rubystar Airways, розбився в аеропорту м. Гао, Малі (Західна Африка). Літак, ймовірно, належав найманцям з ПВК «Вагнер»[38][39].
- 24 січня 2024 року в Бєлгородській області розбився військово-транспортний літак Іл-76[40].
- 12 березня 2024 року, в місті Іваново (РФ) в районі аеродрому «Сєвєрний», в результаті технічної несправності двигуна зазнав авіакатастрофи Іл-76МД[41].
- 13 серпня 2024 року два літака Іл-76 знищені в результаті ударів БПЛА по військовому аеродрому «Саваслейка» в Нижньогородській області (РФ)[42].
- 21 жовтня 2024 року літак Іл-76, що належав компанії Airline Transport Incorporation FZC з ОАЕ, був збитий над Суданом в провінції Північний Дарфур[43].

## У фільмах та серіалах
- У 8 серії російського телесеріалу Бригада був зафільмований літак Іл-76ТД МНС Росії із бортовим номером RA-76841.
- Кандагар (2010) — російський фільм, історична драма режисера Андрія Кавуна.